# Paller (el Papiol)
El Paller és una obra del Papiol (Baix Llobregat) inclosa a l'Inventari del Patrimoni Arquitectònic de Catalunya.

## Descripció
Edificació aïllada de planta rectangular, amb coberta de teula àrab a dues vessants i un cos afegit a la façana nord. Presenta una obertura allindada, tarja cega amb relleus i la data de 1909, frontó, ull de bou i barbacana de fusta.
Hi ha mènsules, pilastres embegudes als muntants de la porta, arestes i façanes laterals. Abans de l'ampliació, la façana nord era idèntica a la sud. A l'interior es conserva l'embigat original.

## Història
Aquest edifici, paller de Can Domènech, fou construït l'any 1909, quan envoltaren la casa pairal amb una tanca, i a la vegada construïren unes dependències a l'indret per els treballadors de la finca.